# 大楠道代
大楠道代（日语： Ōkusu Michiyo，1946年2月27日—），原名安田道代，女，日本演员。曾获得日本電影學院獎最佳女配角、藍絲帶獎最佳女配角等奖项。